# 서울과학종합대학원대학교
서울과학종합대학원대학교(서울科學綜合大學院大學校, Seoul School of Integrated Sciences & Technologies)는 서울특별시 서대문구에 위치한 사립 대학원대학이다.
대한민국 산업정책연구원에서 1995년부터 실시한 일련의 교육 프로그램을 기반으로 설립되었다. 영문 약칭으로 aSSIST 등을 사용하며, 국문 약칭으로 서울과학종합대학원(서울科學綜合大學院)을 사용한다.

## 연혁
2003년 11월 13일, 학교법인 서울아카데미(현 학교법인 서울과학종합대학교)에 의하여 서울과학종합대학원대학교가 설립되었다. 이어 2004년 1월, 대한민국 산업정책연구원 교육본부에서 실시하던 프로그램을 서울과학종합대학원대학교로 이관하였다.

## 교육편제
서울과학종합대학원대학교는 전문대학원으로, 석·박사 과정을 모두 제공하고 있다.
- 석사 과정
  - 경영학과
- 박사과정
  - 경영학과

## 교육 방침상의 특징

### 국제 교류
서울과학종합대학원대학교는 아래와 같은 해외 대학과 교류를 하고 있다.
- 알토 대학교
- 뉴욕 주립 대학교 스토니브룩
- 중국 장강경영대학원(CKGSB)
- 스위스 로잔경영대학원(Business School Lausanne)
- 스위스 프랭클린대학교(Franklin University Switzerland)

## 위상
서울과학종합대학원대학교는 경영학계의 윤리 의식과 사회책임경영, 지속 경영 교육을 위한 ‘윤리경영교육’에 주력하고 있으며, 그 성과를 인정받아 2009년 대한민국 최초로 미국 아스펜재단의 세계 경영대학원 평가에서 ‘Global Top 100’에 선정되기도 했다.